# Ifjúságszociológia
Az ifjúságszociológia az ifjúság mint társadalmi csoport szociológiai problémáit vizsgáló szaktudomány.
Az 1950-es, de inkább az 1960-as évek második felében alakult ki. Ekkortól vált a nyugati társadalmak stabilitását is veszélyeztető tényezővé az ifjúság, s merült fel vele kapcsolatban számos társadalmi kérdés. Szociológiai vizsgálatok témái lettek a párkapcsolatok, a fiatalság politikai szervezetei, a nemzedékek közötti kapcsolat, a munkába való beilleszkedés, a meghosszabbodó diákkor.
Az ifjúság a modern társadalomban sajátos pszichológiai, szociológiai, tudati jellemzőkkel rendelkező életkori, társadalmi csoport, ennek ellenére nem tekinthető önálló társadalmi rétegnek. Az ifjúsági szociológiával foglalkozó szakemberek egyik fontos kérdése, hogy a gyerek, az ifjúság, milyen jellemzőkkel bír(t) egy adott korszakban.
Az ifjúsági szociológiával foglalkozó szakirodalmak Magyarországon és más országokban is nagyon szerteágazóak. Ahány területe létezik a társadalomtudománynak, annyiféleképpen értelmezik az ifjúságot, annak fogalmát és használhatóságát egyaránt.
Ezt a társadalmi korcsoportot a történelem során a témával foglalkozó kutatók különböző módon definiálták (például: ifjúság, tizenévesek, fiatalság, fiatal korcsoport, ifjú generáció, tinédzserek, stb.). Az aktuális politikai nézetek, társadalmi helyzet, mind befolyásolták a fogalom definícióját és körülhatárolását. 
A változó szociális helyzet és a tudományterületek sokszínűsége miatt is, életkor szerint nehéz az ifjúságot kategorizálni Az ifjúsággal foglalkozó társadalomtudományok – mint a pszichológiai vagy a szociológiai, s azon belül az ifjúságszociológia vagy az ifjúságpolitika – különbözőképpen határozzák meg az ifjúságot.
Andorka Rudolf szociológus szemmel azokat tekinti fiataloknak, akik „már nem gyerekek, de még nem felnőttek, vagyis nem kezdték el a rendszeres kereső munkát, nem alapítottak családot, vagy egyszerűbben nem rendelkeznek a felnőttek összes jogával”. Ezeknek a fiataloknak a státusza már nem gyerek, de még nem is felnőttek, egy köztes életformában élnek. Ezt a társadalmi csoportot Somlai Péter „új ifjúságnak” nevezi.
Ebből következően az ifjúság, mint fogalom, inkább egy életkori szakaszt jelöl, amely az életnek a gyermekkortól a felnőttkorig tartó időszaka. Ez a testi és a lelki fejlődés mellett elsősorban a társadalmi státuszra vonatkozik.
A „fiatalokat”, mint célcsoportot, igen nehéz meghatározni, mert a kifejezést, hogy „fiatal” igen széles körben, még jelzőként is használjuk, ugyanakkor mivel ez egy komoly életkori szegmens is, fontos velük foglalkoznunk.